# Nie, dziękuję!
Nie, dziękuję! (jap. まにあってます! Maniattemasu!) – dwutomowa manga autorstwa Ai Morinagi. W Polsce ukazała się nakładem wydawnictwa Waneko w 2007 roku.

## Fabuła
Ojciec Homare musi oddać dług znajomemu, z powodu bankructwa jest jednak niewypłacalny. Wpada na pomysł, że sprzeda znajomemu swoją córkę. Homare zostaje gospodynią domu swego pana, mającego trzech synów. Bohaterka wprowadza sporo zamieszania w ich życie.

## Bohaterowie
- Homare Kitano – główna bohaterka, zostaje służącą w domu państwa Ichinokurów. Jest wesoła, roztrzepana, niechcący wywraca życie Ichinokurów do góry nogami. Uczennica pierwszej klasy szkoły średniej.
- Masamune Ichinokura – najstarszy syn, uczeń trzeciej klasy szkoły średniej. Od samego początku odczuwa niechęć do Homare. Kocha swojego kota. Trener kendo.
- Hōsui Ichinokura – średni syn, drugoklasista szkoły średniej, prowadzi sekcję kibiców.
- Sonichi Ichinokura – najmłodszy syn, uczęszcza do trzeciej klasy gimnazjum, lubi Homare. Gra na skrzypcach.
- Pan Ichinokura – ojciec synów, w zamian za odzyskanie długu przygarnął Homare. Jest wyrozumiały, jako jedyny rozumie sytuację Homare i nie pozwala, aby była dla niego tylko służącą, ale kimś więcej.
- Ranran – kot, którego właścicielem jest Masamune, bezgranicznie lojalny i wierny swemu panu. Nie znosi Homare, często ją drapie.

## Lista tomów
| Nr | Język japoński    | Język japoński         | Język polski    | Język polski           |
| Nr | Data wydania      | ISBN                   | Data wydania    | ISBN                   |
| -- | ----------------- | ---------------------- | --------------- | ---------------------- |
| 1  | 17 marca 2004     | ISBN 978-40-4924-972-9 | 19 czerwca 2007 | ISBN 978-83-8989318-5  |
| 2  | 17 listopada 2004 | ISBN 978-40-4924-987-3 | 1 sierpnia 2007 | ISBN 978-83-89893-19-2 |